# احتجاجات جامعة بيرزيت (ديسمبر 1986)
كانت احتجاجات جامعة بيرزيت في ديسمبر 1986 عبارة عن سلسلة من الاحتجاجات التي قادها الطلاب في جامعة بيرزيت في الضفة الغربية في ديسمبر 1986.
بدأت الاحتجاجات كاحتجاجات ضد حاجز إسرائيلي أثر بشكل كبير على الحياة الجامعية، وسرعان ما انتشرت في جميع أنحاء فلسطين بعد أن أطلق الجيش الإسرائيلي النار على اثنين من المتظاهرين مما أدى إلى مقتلهما. وخلال المظاهرات، قُتل اثنان آخران من المتظاهرين على يد القوات الإسرائيلية، وكان كلاهما دون سن الثامنة عشرة، وأغلقت القوات الإسرائيلية جامعة بيرزيت بالقوة حتى منتصف يناير/كانون الثاني 1987. وشكلت الاحتجاجات أيضًا أحد الأحداث المهمة في منتصف الثمانينيات والتي أدت إلى اندلاع الانتفاضة الأولى في ديسمبر/كانون الأول 1987.

## خلفية
بعد انتصار إسرائيل في حرب 1967، احتلت إسرائيل الأراضي الفلسطينية، بما في ذلك الضفة الغربية. وكان الاحتلال مثيرا للجدل، حيث اتُهمت إسرائيل بانتهاك القانون الدولي، فضلاً عن ارتكاب انتهاكات لحقوق الإنسان وممارسة الفصل العنصري ضد الفلسطينيين في الضفة الغربية. كما عملت الحكومة الإسرائيلية بشكل نشط على تشجيع إنشاء ونمو المستوطنات الإسرائيلية في الضفة الغربية. كما اتُهمت منظمة التحرير الفلسطينية، وهي جماعة مظلة تمثل أبرز الميليشيات الوطنية الفلسطينية المسلحة في النصف الثاني من القرن العشرين، بارتكاب عدد من انتهاكات حقوق الإنسان وشن حملة إرهابية ضد الإسرائيليين.
جامعة بيرزيت هي جامعة حكومية تقع في بيرزيت، وهي بلدة مسيحية فلسطينية تقع بالقرب من رام الله في الضفة الغربية. وتعتبر الجامعة من أفضل الجامعات في فلسطين والشرق الأوسط في التصنيفات الجامعية العالمية. في ثمانينيات القرن العشرين، كانت جامعة بيرزيت مركزًا لعدد كبير من الاحتجاجات والإضرابات والاشتباكات بين الفلسطينيين والقوات الإسرائيلية. وقد أغلقت السلطات الإسرائيلية الجامعة بالقوة لمدة تزيد عن شهر في ست مناسبات مختلفة بين عامي 1980 و1985، كما اعتقلت ونفت عدداً من أساتذة الجامعة خلال تلك الفترة. في عام 1984، قُتل طالب في الجامعة برصاص الجيش الإسرائيلي أثناء مشاركته في مظاهرة لدعم زعيم منظمة التحرير الفلسطينية ياسر عرفات.

## الأحداث

### مقدمة
كان عام 1986 عامًا مضطربًا بالنسبة للجامعات في فلسطين بسبب الصراع الإسرائيلي الفلسطيني، حيث لم يتمكن سوى أقل من نصفها من إقامة حفلات التخرج في الموعد المحدد. كما شهدت جامعة بيرزيت إضرابًا لأعضاء هيئة التدريس في الفترة من 17 يونيو إلى 8 سبتمبر بسبب خفض الأجور.
وشهد شهر نوفمبر/تشرين الثاني 1986 ارتفاعاً كبيراً في التوترات في الأراضي الفلسطينية المحتلة. في 15 نوفمبر/تشرين الثاني، تعرض طالب مدرسة دينية يهودية يبلغ من العمر 22 عامًا يدعى إلياهو عمادي للطعن في البلدة القديمة في القدس، مما أشعل شرارة أسبوع ونصف من الاحتجاجات العنيفة المناهضة للعرب من قبل الإسرائيليين في القدس. في 29 نوفمبر، اندلعت احتجاجات في جميع أنحاء فلسطين بمناسبة الذكرى التاسعة والثلاثين لخطة الأمم المتحدة لتقسيم فلسطين، حيث اشتبك العديد من المتظاهرين مع القوات الإسرائيلية وألقوا الحجارة على المركبات الإسرائيلية.

### احتجاجات 4 ديسمبر على قطع الطرق
في أعقاب الاحتجاجات التي اندلعت في فلسطين أواخر شهر نوفمبر/تشرين الثاني، أقام الجيش الإسرائيلي عدداً من الحواجز على الطرق في مختلف أنحاء الضفة الغربية لفحص بطاقات الهوية والحقائب والسيارات. تسبب الحاجز الذي أقيم على الطريق الرئيسي بين بيرزيت ورام الله، في تعطيل كبير للحياة الطلابية في جامعة بيرزيت، حيث تم منع الطلاب والأساتذة من حضور المحاضرات والدخول إلى مساكنهم. كما اشتكى بعض الطلاب من تعرضهم للمضايقات من قبل الجنود الإسرائيليين المتمركزين على الحاجز، بما في ذلك الإهانات والتلميحات الجنسية.
وفي صباح يوم 4 ديسمبر/كانون الأول، وبينما كان الحاجز لا يزال موجوداً، نظم عدد من الطلاب وقفة احتجاجية أمام الحاجز للضغط من أجل إزالته. تم تفريق الاحتجاج بالقوة من قبل الجيش الإسرائيلي الذي أطلق الغاز المسيل للدموع على الطلاب واعتقل أستاذ التاريخ في جامعة بيرزيت صالح عبد الجواد أمام الطلاب، متهماً الجواد بمحاولة تحريض الطلاب. ورفض روجر هيكوك، أستاذ التاريخ في جامعة بيرزيت، الاتهامات، قائلاً إن الجواد حذر الطلاب من إلقاء الحجارة. واتهم هيكوك أيضًا الجنود باعتقال الجواد بعنف، قائلاً إنه تم "الإمساك به وخنقه وركله في مؤخرته"، واتهم الجنود بإطلاق الغاز المسيل للدموع دون سابق إنذار. وقد تم اعتقال هيكوك بعد ذلك لفترة وجيزة من قبل الجيش الإسرائيلي.
وأدى فض الاحتجاج بالقوة إلى تأجيج التوترات في حرم الجامعة. وبعد بضع ساعات، بدأ الطلاب بالتجمع أمام مكتبة الجامعة لبدء احتجاج ثان أكبر. وعندما بدأ الطلاب في السير نحو الحاجز وهم يرددون الشعارات الوطنية وشعارات منظمة التحرير الفلسطينية، استخدم الجنود الإسرائيليون الغاز المسيل للدموع ومدافع المياه والرصاص المطاطي لمحاولة تفريق الاحتجاج. وعندما فشل الجنود، وبدأ الطلاب بإلقاء الحجارة على الجنود رداً على ذلك، فتح الجنود النار بالذخيرة الحية. أصيب ما لا يقل عن 11 طالبًا بجروح خطيرة وقُتل اثنان آخران. وكان الطالبان القتيلان هما جواد أبو سلمي وصائب أبو دهب وكلاهما يبلغان من العمر 22 عامًا. اعتقلت القوات الإسرائيلية ما لا يقل عن سبعة طلاب.
وعندما حاول الطلاب نقل المصابين إلى مستشفى رام الله، قام جنود الاحتلال الإسرائيلي عند حواجز الطرق بتأخيرهم. ووقعت اشتباكات أخرى في المستشفى، عندما أطلق جنود الاحتلال الإسرائيلي الغاز المسيل للدموع على الطلاب الذين حاولوا منع الجنود من دخول أراضي المستشفى.

### إطلاق النار في 5 ديسمبر
وفي أعقاب عمليات إطلاق النار، اندلعت احتجاجات واسعة النطاق في جميع أنحاء فلسطين، وتم إعلان الإضراب العام في الضفة الغربية.
في 5 كانون الأول/ديسمبر، قُتل فتى فلسطيني يبلغ من العمر 14 عاماً بالرصاص في مخيم بلاطة، بعد أن فتحت دورية إسرائيلية النار على مجموعة من الأطفال الذين كانوا يرشقونهم بالحجارة. وذكر متحدث باسم جيش الدفاع الإسرائيلي أن الدورية أمرت الأطفال بالتوقف ثلاث مرات ثم أطلقت طلقات تحذيرية عند أقدامهم وفوق رؤوسهم، وفقًا لبروتوكول جيش الدفاع الإسرائيلي. وأعلن الحداد لمدة ثلاثة أيام في رام الله والقدس الشرقية ردا على إطلاق النار.
وفي 6 كانون الأول/ديسمبر، أمرت الحكومة الإسرائيلية بإغلاق جامعة بيرزيت حتى كانون الثاني/يناير لمنع المزيد من الاحتجاجات. وفي نفس اليوم، تم اعتقال ما لا يقل عن 70 فلسطينيًا بعد مشاركتهم في المظاهرات، كما أصيب ما لا يقل عن ستة إسرائيليين بالحجارة.

### إطلاق النار في 8 ديسمبر
في 8 ديسمبر/كانون الأول، قُتل طفل يبلغ من العمر 12 عامًا برصاص القوات الإسرائيلية في مخيم بلاطة، وهو الشخص الرابع الذي يُقتل خلال الاحتجاجات. وفي أعقاب إطلاق النار، فرض الجيش الإسرائيلي حظر التجوال على قرية بلاطة لمنع المزيد من المظاهرات. كما أمرت الحكومة الإسرائيلية بإغلاق جامعة النجاح الوطنية مؤقتًا. وأصيب ستة فلسطينيين آخرين في اليوم الثامن. وفي اليوم نفسه، أصيب ثلاثة أطفال إسرائيليين وسائق حافلة في القدس الشرقية بعد تحطم الزجاج الأمامي لحافلتهم.
في 9 كانون الأول/ديسمبر، نظم ألف طالب وعضو هيئة تدريس في جامعة بيرزيت مسيرة صامتة بين الحرمين الجامعيين الجديد والقديم. وفي اليوم نفسه، أصيب ما لا يقل عن 8 فلسطينيين كانوا يحتجون في قطاع غزة برصاص الجيش الإسرائيلي، بينما أصيب ثلاثة مدنيين إسرائيليين وضابط حدود إسرائيلي في الضفة الغربية بعد أن أصيبوا بالحجارة.
في العاشر من ديسمبر، نشرت صحيفة دافار الإسرائيلية مقالاً زعم أن الضابط الإسرائيلي الذي نفذ عملية إطلاق النار في الرابع من ديسمبر "معروف بآرائه المتطرفة القريبة من المستوطنين المتطرفين". وادعى الضابط لاحقًا أنه "وقع في موقف لا يُحسد عليه"، وانتهى تحقيق جيش الدفاع الإسرائيلي في إطلاق النار دون أي إجراءات تأديبية.
في 11 ديسمبر/كانون الأول، أصيبت فتاة فلسطينية تبلغ من العمر 16 عامًا تدعى خديجة سوسي برصاصة في ذراعها على يد القوات الإسرائيلية بعد محاولتها حشد الطلاب في مدرسة الزهراء في غزة للاحتجاج. أصيب فلسطيني آخر يبلغ من العمر 16 عامًا بجروح خطيرة في مخيم البريج للاجئين في الحادي عشر من الشهر الجاري بعد أن أطلقت عليه القوات الإسرائيلية النار. تم اعتقال أربعة متظاهرين فلسطينيين في مخيم الدهيشة، واثنين في جامعة بيت لحم. وفي ذلك اليوم، وردت أنباء عن قيام مجموعة من تلاميذ المدارس الإسرائيليين من مستوطنة التلة الفرنسية بإلقاء الحجارة على فلسطيني. احتجاج في العيساوية.

### نهاية الاحتجاجات
في 16 ديسمبر/كانون الأول، اندلعت مظاهرة في جامعة النجاح الوطنية بعد السماح بإعادة فتح الجامعة، لكن القوات الإسرائيلية فرقت المظاهرة بسرعة. ثم قام الطلاب بتحصين أنفسهم داخل مباني الجامعة لفترة وجيزة قبل إنهاء المظاهرة بهدوء.

### في فلسطين
وصفت إدارة جامعة بيرزيت الاحتجاجات بأنها "أسوأ حادثة عنف بوليسي في تاريخ الجامعة". ووصف أستاذ الكيمياء الحيوية في بيرزيت، نبيل نحاس، الطلاب بأنهم "غاضبون ومكتئبون"، مضيفًا أنه بحلول الوقت الذي هدأت فيه الاحتجاجات دون إحداث تغيير في السياسات الإسرائيلية، كان الطلاب "كمن تلقى ضربة على رأسه. لا يعرفون ماذا يفعلون". وصرح ألبرت أغازاريان، مدير العلاقات العامة في بيرزيت، بأن الطلاب أرادوا الاحتجاج على القضايا التي تمس فلسطين، ولكن "كلما أراد الطلاب التعبير عن مشاعرهم، أقام الجيش حواجز على الطرق"، مضيفًا أن "هناك تراكمًا مستمرًا للغضب والإذلال والاستياء والإحباط".
وصف خالد سليم من اتحاد طلبة بيرزيت الاحتجاجات بأنها "ليست تحرير فلسطين، ولكنها فرصة لإظهار الوجه الحقيقي لإسرائيل للناس". أجرى روبن لوستيج من صحيفة الأوبزرفر البريطانية مقابلة مع مجموعة من طلاب بيرزيت المعروفين باسم "كيت كات" بسبب خلفياتهم الأكثر ثراءً من المتوسط، وذوقهم المفترض في الشوكولاتة المستوردة، وتفضيلهم للحفلات على السياسة، في أعقاب الاحتجاجات، والذين زعموا أنهم تعرضوا للمضايقة والسخرية بشكل روتيني عند نقاط التفتيش الإسرائيلية. صرحت إحدى فتيات "كيت كات" أنها كانت تعيش في ملجأ في المدرسة الثانوية، لكن "في بيرزيت، اضطررت لمواجهة المشاكل"، مضيفةً: "بدأت أكره هؤلاء الناس. أكرههم بشدة الآن". وذكرت فتاة أخرى من فتيات "كيت كات" أنها حاولت "تجنب المشاكل، لكن الأمر وصل إلى حد لا أستطيع تحمله بعد الآن"، قائلةً: "أود أن أتمكن من التحدث مع بعض الإسرائيليين، لكنني أعلم أن الوضع سيزداد سوءًا. كل ما يريدونه هو فرصة لإطلاق النار علينا: إنها ببساطة كراهية".
ونشرت صحيفة الفجر المرتبطة بمنظمة التحرير الفلسطينية مقالاً افتتاحياً وصفت فيه الرد الإسرائيلي على الاحتجاجات بأنه "وحشية متعمدة"، وقالت إنه "حتى في باريس، حيث احتشد مئات الآلاف ـ وليس العشرات ـ من المتظاهرين الطلاب في الشوارع هذا الأسبوع، لم تستخدم الشرطة الذخيرة الحية".

### في إسرائيل
ألقى وزير الدفاع الإسرائيلي إسحاق رابين باللوم في الوفيات على منظمة التحرير الفلسطينية، قائلاً إن منظمة التحرير الفلسطينية هي التي حرضت على الاحتجاجات، واتهم الفلسطينيين برفض "قبول يد إسرائيل الممدودة للسلام، والجلوس حول طاولة المفاوضات والتوصل إلى السلام". وصرح رئيس وزراء إسرائيل إسحاق شامير بأن "الأمة يجب أن تعبر عن تقديرها للجيش وتشجعه". وزعم وزير التجارة والصناعة أرييل شارون أن الطريقة الوحيدة لمنع المظاهرات المستقبلية هي زيادة الاستيطان الإسرائيلي في الأراضي الفلسطينية. صرح قائد القيادة المركزية، الجنرال إيهود باراك، بأنه أمر بإجراء تحقيق في حادثة إطلاق النار التي وقعت في الرابع من ديسمبر/كانون الأول، ولكن يبدو أن الجنود "لم يطلقوا النار إلا في حالة وجود خطر حقيقي، وبعد تحذيرهم فقط"، قائلاً إن الإصابات الناجمة عن طلقات التحذير "محتملة. حتى عندما يحاول الجنود عمداً إصابة أرجلهم، فقد يُصاب أحدهم دون قصد عندما ينحني أو يتحرك بسرعة أو يظهر شخص آخر خلفه".
ودعا عضو الكنيست عوزي لانداو من حزب الليكود إلى إغلاق جامعة بيرزيت بشكل دائم. وقد تم مناقشة اقتراحين لسحب الثقة من الحكومة الإسرائيلية بسبب تعاملها مع الاحتجاجات في الكنيست، وكلاهما هُزم.
قام بعض الناشطين اليساريين المناهضين للحرب في إسرائيل بإصلاح لجنة التضامن مع جامعة بيرزيت، والتي كانت نشطة في أوائل الثمانينيات، دعماً للطلاب المحتجين. وفي الناصرة، شارك 10 آلاف شخص في مظاهرة على الخط الأخضر في 14 كانون الأول/ديسمبر تضامناً مع طلاب جامعة بيرزيت، وهي أكبر مظاهرة احتجاجية داخل الخط الأخضر منذ أربع سنوات. ويقول عالم الكيمياء الحيوية والكاتب يشعياهو ليبوفيتش : "إن كل من يؤيد الاحتلال فهو يوافق على سفك الدماء". لن يتوقف سفك الدماء إلا بانتهاء الاحتلال.
أقيمت مظاهرة في الجامعة العبرية في القدس في 7 ديسمبر تضامناً مع طلاب بيرزيت، وقد فرقتها الشرطة بعد اشتباكات مع المتظاهرين المضادين من اليمين. تم إيقاف خمسة من الطلاب المشاركين في تنظيم مظاهرة التضامن مع الجامعة العبرية من الدراسة من قبل الجامعة بسبب مشاركتهم. كما تم تفريق مظاهرة تضامنية أخرى في ذلك اليوم في جامعة بن جوريون في النقب في بئر السبع على يد الشرطة، وتم اعتقال ثلاثة من الطلاب المتظاهرين.

### دوليا
أصدر مجلس الأمن التابع للأمم المتحدة قرارًا يدعو فيه الحكومة الإسرائيلية إلى إطلاق سراح المتظاهرين المعتقلين، ويدعو جميع الأطراف إلى ممارسة أقصى درجات ضبط النفس. وصوت 14 من أصل 15 عضوا في مجلس الأمن لصالح القرار، فيما امتنعت الولايات المتحدة عن التصويت. خلال مناقشة مجلس الأمن، اتهم الممثل الدائم للاتحاد السوفييتي لدى الأمم المتحدة ألكسندر بيلونوجوف إسرائيل بارتكاب إبادة جماعية ضد الفلسطينيين. وندد الممثل الدائم لإسرائيل لدى الأمم المتحدة بنيامين نتنياهو بالامتناع الأميركي عن التصويت، قائلاً إن "البعض قد يفسر ذلك على أنه علامة ضعف"، ودعا إلى "إعادة التأكيد على سياسة الحزم التقليدية التي تنتهجها الولايات المتحدة والتي أكسبتها احترام الكثيرين في العالم العربي".
واتهمت الحكومة المصرية إسرائيل باتخاذ "إجراءات قمعية عنيفة" في ردها على الاحتجاجات.

## العواقب
في الفترة ما بين 20 ديسمبر 1986 و20 يناير 1987، اعتقلت القوات الإسرائيلية 24 طالبًا من جامعة بيرزيت بسبب أنشطتهم السياسية، وكان معظمهم قد انضموا في وقت ما إلى مجلس اتحاد طلبة الجامعة، كما اعتُقل واحد منهم على الأقل لحيازته ملصقًا للطالبين اللذين قُتلا في 4 ديسمبر. وفي وقت لاحق من ذلك الشهر، اتهم أربعة طلاب من الجامعة كانوا محتجزين في سجن الفارعة القوات الإسرائيلية علناً بتعذيبهم. في 12 يناير 1987، حكمت محكمة عسكرية إسرائيلية على الأستاذ صالح عبد الجواد من جامعة بيرزيت بالسجن لمدة 39 يومًا بتهمة عدم التعاون مع الشرطة الإسرائيلية خلال احتجاجات 4 ديسمبر.
في 21 يناير 1987، عقد وزير الدفاع الإسرائيلي إسحاق رابين اجتماعًا مع رؤساء العديد من الجامعات في الضفة الغربية لمناقشة التوترات المتصاعدة، حيث صرح بأن الحكومة الإسرائيلية لا تريد التعدي على الحرية الأكاديمية ولكن عليها أن تمنع الجامعات من أن تصبح مصادر للاضطرابات. وزعم رئيس جامعة بيرزيت جابي برامكي بعد ذلك أن رابين هدد بإغلاق الجامعات الفلسطينية بشكل دائم إذا لم تتخذ خطوات لمنع طلابها من المشاركة في المظاهرات السياسية. تم اعتقال فلسطيني واحد أثناء زيارة رابين لقيامه بإلقاء حجر على موكب رابين.
وفي انتخابات اتحاد الطلبة في جامعة بيرزيت في كانون الثاني/يناير 1987، فازت الكتلة اليسارية القومية بنسبة 41.5% من الأصوات، بينما حصلت الكتلة الماركسية على 24.5%، وحصلت الكتلة الإسلامية على 34%، وهي زيادة كبيرة للكتلة الإسلامية كانت موازية لنتائج انتخابات اتحاد الطلبة الفلسطينيين الأخرى في ذلك العام. وزعمت الكتلة الإسلامية أن الطالبين اللذين قتلا في الرابع من ديسمبر كانا من أنصار فصيلها.
وستستمر التوترات بسبب الاحتلال الإسرائيلي لفلسطين في التصاعد خلال عام 1987. وفي عام 1987، أغلقت القوات الإسرائيلية جامعة بيرزيت بالقوة ثلاث مرات أخرى، بما في ذلك إغلاقها لمدة أربعة أشهر بين أبريل وأغسطس. في ديسمبر/كانون الأول 1987، اندلعت موجة جماهيرية واسعة النطاق من المظاهرات والإضرابات في مختلف أنحاء الأراضي الفلسطينية، وكانت هذه بداية الانتفاضة الأولى. وبحسب معين رباني من معهد الدراسات الفلسطينية، أصبحت المظاهرات "متكررة وشديدة بشكل خاص خلال أواخر عام 1986 وربيع عام 1987"، وأصبحت "الجامعات والمدن الكبرى محورًا لدوامة متصاعدة من المقاومة" أدت إلى الانتفاضة الأولى.